# Ja'akov Josef
Ja'akov Josef (hebrejsky יעקב יוסף‎, narozen 18. října 1946 – 12. dubna 2013) byl izraelský rabín, politik a poslanec Knesetu za stranu Šas.

## Biografie
Narodil se v Jeruzalémě. Vystudoval ješivy a získal osvědčení pro výkon profese rabína.

## Politická dráha
V letech 1983–1984 byl členem samosprávy města Jeruzalém za stranu Šas. V izraelském parlamentu zasedl po volbách v roce 1984, do nichž šel za Šas. Byl členem výboru pro vzdělávání a kulturu a výboru pro ústavu, právo a spravedlnost. Ve volbách v roce 1988 mandát neobhájil.